# Бернштейн, Марк Львович
Марк Льво́вич Бернште́йн (1919—1989, Москва) — материаловед, доктор технических наук, лауреат Государственной премии СССР 1989 г. «за создание научных основ и технологий термомеханического упрочнения сталей и сплавов». Был организатором и многолетним руководителем лаборатории термомеханической обработки МИСиС.
Автор многочисленных монографий и учебных пособий в области материаловедения.

## Основные публикации
- М. Л. Бернштейн. Прочность стали. — М.: «Металлургия», 1974.
- М. Л. Бернштейн. Структура деформированных металлов. — М.: «Металлургия», 1977.
- М. Л. Бернштейн, В. А. Займовский. Механические свойства металлов. — М.: «Металлургия», 1979.
- М. Л. Бернштейн, В. А. Займовский, Л. М. Капуткина. Термомеханическая обработка стали. — М.: «Металлургия», 1983.
- М. Л. Бернштейн. Диаграммы горячей деформации, структура и свойства стали. — М.: «Металлургия», 1989.

## Ссылка
- Семинар памяти М. Л. Бернштейна.